# Billy Franey
Billy Franey (23 de junio de 1889 – 6 de diciembre de 1940) fue un actor cinematográfico de estadounidense, activo principalmente en la época del cine mudo.

## Biografía
Nacido en Chicago, Illinois, su nombre completo era William Gerald Franey. Franey actuó en más de 400 filmes rodados entre los años 1914 y 1941, interpretando principalmente papeles de carácter cómico. Era un actor de aspecto desaliñado, con abundante mostacho, vestido habitualmente con ropa varias tallas mayor que la suya. 
En la última etapa de su carrera hizo numerosas actuaciones sin títulos de crédito, participando en clásicos como Bringing Up Baby. En esa época interpretó también al suegro de Edgar Kennedy en varios de los cortos cómicos protagonizados por el actor. 
Billy Franey falleció a causa de las complicaciones de una gripe en Hollywood, California, en 1940.

## Selección de su filmografía
- Quincy Adams Sawyer (1922)
- S.O.S. Perils of the Sea (1925)
- The Golden Stallion (1927)
- Anne Against the World (1929)
- Dumb Dicks (1931)
- Freighters of Destiny (1931)
- Partners (1932)
- Guests Wanted (1932)
- Ghost Valley (1932)
- Somewhere in Sonora (1933)
- The Fiddlin' Buckaroo (1933)
- No More Women (1934)
- The Star Packer (1934)
- Dummy Ache (1936)
- Bringing Up Baby (1938)